# جون أ. بولك
جون أ. بولك هو سياسي أمريكي، ولد في 18 مارس 1949 في كولومبيا في الولايات المتحدة. نشط حزبياً في الحزب الجمهوري. وقد انتخب عضو مجلس ولاية مسيسيبي ‏.